# Открытое брожение
Открытое брожение в пивоварении — это один из способов производства пива. Для открытого брожения необходимы специальные ванны или танки открытого брожения. Данный способ является наиболее древним, но по-прежнему широко распространенным во многих европейских пивоварнях (в особенности в Германии и Бельгии). При открытом брожении, в отличие от брожения в более современных цилиндро-конических танках, на дрожжевые клетки оказывается минимальное давление, что положительно влияет на их физиологическое состояние. Также при открытом брожении образуется несколько больше летучих соединений (эфиров и высших спиртов), что может позитивно влиять на аромат пива. Наиболее удобными открытые танки или ванны являются для производства сортов пива верхового брожения, во время которого дрожжи всплывают на поверхность пива, и их можно снять для повторного использования. При такой технологии происходит позитивная селекция дрожжей, и становится возможным длительное время поддерживать их в неизменном состоянии.

## Технология
После варки сусло аэрируется и перекачивается в емкость открытого брожения, куда также добавляются дрожжи. К цеху открытого брожения выдвигаются особые требования с точки зрения микробиологии, поскольку существует высокий риск заражения сусла вредителями пивного производства (педиококками, молочнокислыми бактериями, дикими дрожжами). Часто емкости открытого брожения не имеют даже крышек. Одним из преимуществ открытого брожения для пивовара является наглядность процесса: уже через 24 часа после задачи дрожжей обычно можно наблюдать забел, свидетельствующий о начале брожения. После завершения главного брожения пиво перекачивается на дображивание в лагерные танки (в них происходит карбонизация), либо разливается в бутылки. Одной из известнейших немецких пивоварен, сочетающих технологию открытого брожения и дображивание в бутылках, является Schneider Weisse.
Распространено заблуждение, что открытое брожение может применяться только для сортов пива верхового брожения. На самом деле пивоварни, использующие данную технологию, производят как верховое, так и низовое пиво.
К стилям пива, которые наиболее часто производятся способом открытого брожения, относится, например, немецкое пшеничное пиво, а также альтбир.

## Примеры пивоварен, использующих технологию
Технология открытого брожения используется как промышленными, так и ресторанными пивоварнями.
Некоторые из пивоварен, применяющих открытое брожение:
- Paulaner
- Schneider Weisse
- Rügener Insel Brauerei Expedition ins Bierreich
- Brauerei zum Schlüssel
- Bakalář (Чехия)